# In Gefahr und größter Not bringt der Mittelweg den Tod
In Gefahr und größter Not bringt der Mittelweg den Tod ist ein satirischer Film der deutschen Regisseure Alexander Kluge und Edgar Reitz aus dem Jahr 1974. Der Titel geht auf ein Zitat von Friedrich von Logau zurück.

## Handlung
Frankfurt am Main im Karneval 1974: Zwei Frauen mit unterschiedlichen Zielen sind unabhängig voneinander in der Stadt unterwegs. Die eine heißt Inge Maier und ist eine „Beischlafdiebin“. Nachdem sie mit Männern geschlafen hat, bestiehlt sie diese anschließend unbemerkt. Als Begründung dafür sagt sie: „Das, was die Männer versprechen, erweist sich nachträglich immer als zu wenig. Für dieses Defizit nehme ich ihre Brieftaschen an mich.“ Die andere ist Rita Müller-Eisert, eine DDR-Spionin, die über das Leben in der Bundesrepublik berichten soll. Während Inge mit dem Polizeivizepräsidenten schläft, sieht Rita eine gegen Hausbesetzer gerichtete Räumungsaktion, außerdem einen Streik vor der Oper.

## Hintergrund
Mit seinem Zusammenschnitt von fiktionalem (inszeniertem) und dokumentarischem Material erinnert der Film an einen Dokumentarfilm.
Alexander Kluge sagte über den Titel: „Den Titel des Films fanden wir als Graffito im Keller eines der besetzten Häuser.“ So zeigt es die erste Einstellung des Films. Die Kamera nähert sich langsam einer Zimmertür, auf der mit der Hand geschrieben steht: „In Gefahr und größter Noth bringt der Mittelweg den Tod.“ Das ist jedoch nichts anderes als das geringfügig abgewandelte Epigramm (Sinngedicht) „Der Mittel-Weg“ des schlesischen Dichters Friedrich von Logau (1605–1655): „In Gefahr und grosser Noth // Bringt der Mittel-Weg den Tod.“ (siehe dazu Wikiquote).

## Kritiken
„Besonders in der Inszenierung der ‚Sprechweise öffentlicher Ereignisse‘, wie es Kluge nennt, ein bemerkenswerter Film von satirischer Schärfe.“

## Auszeichnungen
1975 gewann der Film zwei Deutsche Filmpreise: Beate Mainka-Jellinghaus für den besten Schnitt und Alexander Kluge und Edgar Reitz für die Beste Musikdramaturgie.